# 篠崎平馬
篠崎 平馬（しのざき へいま、1898年 - 1981年）は、日本の化学工学者。元山形大学学長。

## 人物・経歴
茨城県生まれ。東京高等工業学校（現東京工業大学）応用化学科を経て、1923年東北帝国大学工学部化学工学科卒業。同年助手。1927年商工省東京工業試験所入所。1928年理学博士。1933年保土谷曹達入社。保土谷曹達郡山工場長を経て、1952年山形大学工学部応用化学科教授。1955年山形大学工学部長。1963年山形大学学長。山形大学工学部に化学工学科を設立し、退官後は、山形大学名誉教授の称号を受け、日本大学工学部工業化学科教授となった。1981年郡山市内の病院で死去。